# Duyure
Duyure es un municipio del departamento de Choluteca en la República de Honduras.

## Toponimia
Duyure significa “Quebrada de los Coyotes”. Se compone de la palabra mexicana yoyotl la palabra jatropha triloba, moc. Et, see y li, agua, quebrada en idioma matagalpa.

## Límites
El casco urbano del municipio está situado 32 kilómetros al norte de San Marcos de Colón por una carretera de tierra conectada con la Carretera Panamericana.
| Orientación | Límite                                      |
| ----------- | ------------------------------------------- |
| Norte       | Río Choluteca                               |
| Sur         | Municipio de San Marcos de Colón, Choluteca |
| Este        | República de Nicaragua                      |
| Oeste       | Río Choluteca                               |

Su extensión territorial es de 104.2 km².

## Demografía
Duyure tiene una población actual de 3,573 habitantes. De la población total, el 51.6% son hombres y el 48.4% son mujeres. Casi el 53.8% de la población vive en la zona urbana.

## División política
Aldeas: 6 (2013)
Caseríos: 58 (2013)
| Código | Aldea              |
| ------ | ------------------ |
| 060401 | Duyure             |
| 060402 | Arado Grande       |
| 060403 | El Carrizal Prieto |
| 060404 | El Horno           |
| 060405 | Liraqui            |
| 060406 | Tierra Colorada    |

## Infraestructura y comunicación

### Infraestructura
El casco urbano esta en un 90% pavimentado, cuenta con servicios de agua potable, cable, luz, telefonía fija y celular además de aguas negras en proceso de finalización.
Las carreteras secundarias pasan en buen estado y en tiempos de verano se puede cruzar el Río Choluteca por vado y comunicarse por 2 rutas hacia los municipios de Morolica y San Antonio de Flores, El Paraíso.

#### Seguridad
Se caracteriza por tener índices muy bajos de violencia habiendo años que no se ha contado con ninguna muerte violenta.

### Comunicación
Actualmente, el único medio de transporte público es un bus que sale de Duyure a las 5:00 a. m. para San Marcos de Colón y regresa para Duyure a las 3:00 p. m..
En el este y sur es una zona rodeada de montañas que pasan de los 1000 m s. n. m. en sus puntos más altos, con zonas de fuertes vientos aptos para la producción de energía eólica.

## Economía
Duyure se caracteriza por la producción de Leche y ganado vacuno, maíz, frijoles y maicillo.

## Turismo
Tiene alto potencial para convertirse en un pueblo turístico por su geografía siendo el turismo de montaña su principal atracción si algún inversionista así lo estime.